# Бут (сын Пандиона)
Бут (др.-греч. Βούτης «волопас») — персонаж древнегреческой мифологии.
Сын афинского царя Пандиона I и Зевксиппы, брат-близнец Эрехтея, брат Филомелы и Прокны. После смерти отца стал жрецом Афины и Посейдона. Женился на Хтонии, дочери Эрехтея. Основатель рода Бутадов.
Жертвенник ему стоял в Эрехтейоне.